# شاه عبد الرحيم
شاه عبد الرحيم (1644-1719) كان عالمًا إسلاميًا  وكاتبًا ساعد في تجميع الفتاوى الهندية (كتاب) الذي يعتبر القانون الضخم للشريعة الإسلامية. وهو والد الإمام شاه ولي الله الدهلوي، هو مؤسس المدرسة الرحيمية في دلهي، وهي كلية لاهوتية لعبت فيما بعد دورًا في التحرر الديني لمسلمي الهند وأصبحت أرضًا خصبة للإصلاحيين الدينيين والمجاهدين مثل شاه ولي الله وشاه عبد العزيز .  

يعتبر من كبار المشايخ النقشبندية، ولد ونشأ بدهلي وقرأ صغار الكتب الدرسية على صنوه الكبير أبي الرضا محمد الدهلوي وكبارها على القاضي محمد زاهد الدهلوي
وقرأ دروساً من شرح العقائد على الشيخ عبدالله بن عبد الباقي النقشبندي واستفاض منه فيوضاً كثيرة وأراد أن يبايعه فأبى ودله على السيد عبد الله الأكبر آبادي فبايعه وأخذ عنه الطريقة النقشبندية ولازمه مدة حياته
ثم لازم الشيخ أبا القاسم الأكبر آبادي وأخذ عنه ولازمه مدة طويلة، وحصلت له الخرقة الجشتية عن الشيخ عظمة الله بن عبد اللطيف ابن بدر الدين بن جلال الدين المتوكل الأكبر آبادي عن أبيه عن جده عن الشيخ عبد العزيز بن الحسن الدهلوي فصار غرة زاهرة في جبين المعالي وحسنة من حسنات الأيام والليالي، قد وقع الاتفاق على كمال فضله بين أهل العلم والمعرفة وانتهى إليه الورع وحسن السمت والتواضع والاشتغال بخاصة النفس
قال حسن بن يحيى الترهتي في اليانع الجني: إنه كان من وجوه مشايخ دهلي ومن أعيانهم، أحواله مذكورة في كتب سير أولياء الهند وكثير من تفاصيلها مسطور في كتاب أنفاس العارفين وكذا في طبقات الأبرار وكان له حظ وافر من الأويسية، انتهى، وله مصنف لطيف في السلوك، توفي يوم الأربعاء لإثنتي عشرة خلون من صفر سنة إحدى وثلاثين ومائة وألف في عهد فرخ سير وله سبع وسبعون سنة، كما في أنفاس العارفين.

## المدرسة الرحيمية
المدرسة الرحيمية هي معهد إسلامي في دلهي ذو مناهج متطورة ومنهجيات تدريس أفضل. وبعبارة أخرى، كانت راسخة ومنظمة. كما تمت ترجمة القرآن الكريم في المدرسة الرحيمية، قام ابنه شاه ولي الله بالتدريس هناك وقام بتحديث المناهج الدراسية. حصل علماء وقادة الإسلام المستقبليون

## مؤلفاته
- 1) الفتاوى العالمكيريه (ساعد في كتابتها)
- 2) الإرشاد الرحيمي
- 3) الأنفاس الرحيمية الرحيمية،

## انظر ايضا
- شاه ولي الله الدهلوي